# Eléazar ish Bartota
Rabbi Eléazar ben Yehouda de Bartota (hébreu : רבי אלעזר בן יהודה איש ברתותא) est un tanna (« répétiteur, » c.-à-d. docteur de la Mishna) de la troisième génération (IIe siècle). Disciple de Rabbi Yehoshoua, il transmet le plus souvent ses enseignements (Talmud de Babylone Pessa'him 13a), que lui conteste son collègue Rabbi Akiva (mishna Tevoul Yom 3:3-4, tossefta Bekhorot 7:6) — selon Isaac Eisik Halevi (en), Rabbi Eléazar est un répétiteur au sens du terme, restituant ce qu'il a entendu au mot près tandis que Rabbi Akiva privilégie la bonne compréhension à la formulation originelle (Dorot HaRishonim, Volume I, partie I, chapitre 18, pages 241-242, et partie II, page 565). Lui-même est cité par Rabban Gamliel (m. Orla 1:4) et Rabbi Shimon (t. Zavim 1:5).